# Патрік Вілсон
Патрік Джозеф Вілсон (англ. Patrick Joseph Wilson; нар. 3 липня 1973, Норфолк, Вірджинія, США) — американський актор та співак. Найбільш відомий за ролями Джоша Ламберта у серії фільмів «Астрал» та  Еда Воррена у серії фільмів «Закляття».

## Життєпис

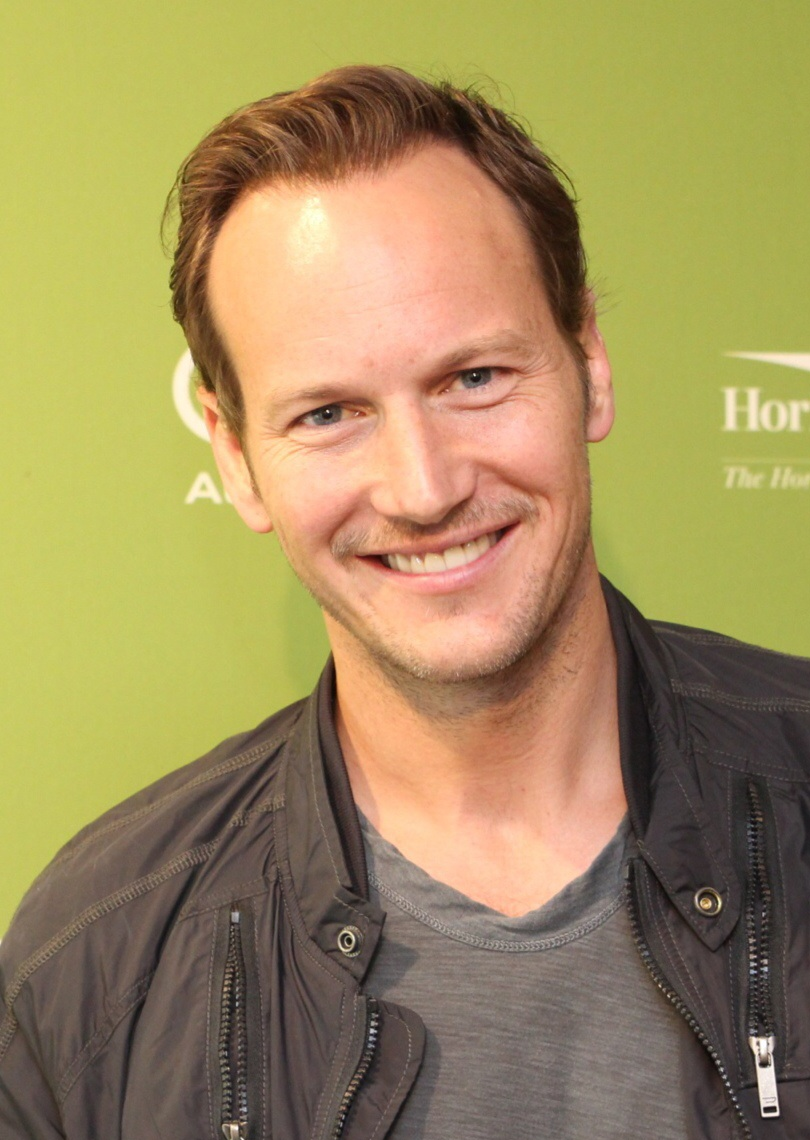
Патрік Вілсон (2014)

Вілсон народився 3 липня 1973 року в місті Норфолк, штат Вірджинія, в сім'ї Мері Кей Вілсон — професійної співачки і викладача з постановки голосу — і Джона Вілсона — ведучого новин на місцевій філії каналу Fox, WTVT в Тампі, штат Флорида. Також його батько був ведучим на каналі WAVY в Портсмуті в Вірджинії. Марк, брат Патріка, також ведучий і репортер на каналі WTVT в Тампі.
Враховуючи, що Патрік виріс в творчій сім'ї, можна було припустити, що своє життя він захоче пов'язати з телебаченням. За деякою інформацією, Том Генкс надихнув Вілсона на те, щоб стати актором. У 1995 році закінчив акторський університет Carnegie Mellon за драматичним напрямку. Перші кроки з обраної спеціальності Патрік зробив на театральних підмостках. У 2002 році він був удостоєний номінації на знамениту премію «Тоні» за роль Керлі Маклейн в постановці «Оклахома». Примітно, в 1998 році на сцені Королівського національного театру цю роль виконував Г'ю Джекмен. Крім акторської спрямованості, Патрік непогано співає — свого часу він був солістом симфонічного оркестру.
Робота на телебаченні почалася в 2001 році — Патрік знявся у фільмі «Весілля моєї сестри». Двома роками пізніше, кінокомпанія HBO запросила його на роль Джо Пітта в міні-серіал «Ангели в Америці». Найбільшу популярність приніс мюзикл « Привид опери», де Вілсону дісталася одна з головних ролей Графа Рауля де Шаньї. На ім'я одного з персонажів Фродо, пізніше Вілсон назве так свого коня. У 2006 році Патрік разом з Кейт Вінслет знімається у фільмі «Як малі діти», однойменної екранізації роману Тома Перротти. Ця картина зайвий раз підкреслює індивідуальність Вілсона як драматичного актора. А також довгий час обговорюється в пресі зважаючи на наявність відвертих сексуальних сцен. У 2008 році грає в  Бродвейській постановці Артура Міллера «Всі мої сини» разом з Джоном Літгоу і Кеті Голмс. Перш ніж отримати роль у фантастичному бойовику «Хранителі», Вілсон не проходить прослуховування в аналогічні проекти «Фантастична четвірка» і « Шибайголова». У 2011 році актор змінює жанр своїх робіт, і знімається у фільмі жахів «Астрал». У цей же період Вілсон отримав головну роль у серіалі «Обдарована людина». Серіал проіснував рік — телеканал CBS вирішив обмежитися першим і єдиним сезоном.

## Особисте життя
18 червня 2005 Вілсон одружився з Дагмарою Домінчик — американською акторкою польського походження, випускницею Університету Карнегі-Меллон (у 1995 році отримала ступінь з драматичних мистецтв; закінчила навчання в 1998 році). 23 червня 2006 у пари народився перший син Калин Патрік Вілсон. На честь цього актор зробив на руці татуювання KPW — по імені сина. 9 серпня 2009 з'явився на світ другий син — Касіян МакКаррелл Вілсон. В даний момент сім'я живе в Монтклере, Нью-Джерсі.

## Фільмографія

### Фільми
| Рік  |   | Українська назва                               | Оригінальна назва                      | Роль                            |
| ---- | - | ---------------------------------------------- | -------------------------------------- | ------------------------------- |
| 2004 | ф | Форт Аламо                                     | The Alamo                              | Вільям Барет Тревіс             |
| 2004 | ф | Привид Опери                                   | The Phantom of the Opera               | Віконт Рауль де Шаньї           |
| 2005 | ф | Тверда цукерка                                 | Hard Candy                             | Джефф Колвер                    |
| 2006 | ф | Як малі діти                                   | Little Children                        | Бред Адамсон                    |
| 2006 | ф | На гострій грані                               | Running with Scissors                  | Майкл Шепард                    |
| 2007 | ф | Пурпурні фіалки                                | Purple Violets                         | Брайан Келлахен                 |
| 2007 | ф | Вечір                                          | Evening                                | Харріс Арден                    |
| 2008 | ф | Небезпечно жити на Лейкв'ю                     | Lakeview Terrace                       | Кріс Меттсон                    |
| 2008 | ф | Пасажири                                       | Passengers                             | Ерік Кларк                      |
| 2009 | ф | Хранителі                                      | Watchmen                               | Деніел Драйберг / Нічна Сова ІІ |
| 2010 | ф | Все на краще                                   | Barry Munday                           | Баррі Мандей                    |
| 2010 | ф | Команда А                                      | The A-Team                             | Лінч                            |
| 2010 | ф | Більше, ніж друг                               | The Switch                             | Роланд Нільсон                  |
| 2010 | ф | Астрал                                         | Insidious                              | Джош Ламберт                    |
| 2010 | ф | Ранковий підйом                                | Morning Glory                          | Адам Бенетт                     |
| 2011 | ф | Ціна пристрасті                                | The Ledge                              | Джо Харріс                      |
| 2011 | ф | Бідна багата дівчинка                          | The Ledge                              | Бадді Слейд                     |
| 2012 | ф | Прометей                                       | Prometheus                             | містер Шоу                      |
| 2013 | ф | Закляття                                       | The Conjuring                          | Ед Воррен                       |
| 2013 | ф | Астрал. Частина 2                              | Insidious: Chapter 2                   | Джош Ламберт                    |
| 2014 | ф | Космічна станція 76                            | Space Station 76                       | капітан Гленн                   |
| 2014 | ф | Драйвер на ніч                                 | Stretch                                | Стретч                          |
| 2014 | ф | Давайте вб’ємо дружину Ворда                   | Let's Kill Ward's Wife                 | Девід                           |
| 2015 | ф |                                                | Zipper                                 | Сем Елліс                       |
| 2015 | ф | Дім, миле пекло                                | Home Sweet Hell                        | Дон Шампань                     |
| 2015 | ф | Кістяний томагавк                              | Bone Tomahawk                          | Артур                           |
| 2016 | ф | Бетмен проти Супермена: На зорі справедливості | Batman v Superman: Dawn of Justice     | Президент США                   |
| 2016 | ф | Особливий злочин                               | A Kind of Murder                       | Волтер Стекгауз                 |
| 2016 | ф | Людина на Керріон-роуд                         | The Hollow Point                       | шериф Воллес Сколкін            |
| 2016 | ф | Закляття 2: Енфілдська справа                  | The Conjuring 2                        | Ед Воррен                       |
| 2016 | ф | Засновник                                      | The Founder                            | Роллі Сміт                      |
| 2018 | ф | Пасажир                                        | The Commuter                           | Алекс Мерфі                     |
| 2018 | ф | Кінотеатр жахів                                | Nightmare Cinema                       | Ерік старший                    |
| 2018 | ф | Аквамен                                        | Aquaman                                | Орм Маріус / Володар Океану     |
| 2019 | ф | Анабель 3                                      | Annabelle Comes Home                   | Ед Воррен                       |
| 2019 | ф | Асистентка                                     | The Assistant                          | відомий актор (камео)           |
| 2019 | ф | У високій траві                                | In the Tall Grass                      | Росс Гумбольдт                  |
| 2019 | ф | Мідвей                                         | Midway                                 | Едвін Т. Лейтон                 |
| 2021 | ф | Закляття 3: За велінням диявола                | The Conjuring: The Devil Made Me Do It | Ед Воррен                       |
| 2022 | ф | Падіння Місяця                                 | Moonfall                               | Браян Харпер                    |
| 2023 | ф | Астрал: Червоні двері                          | Insidious: The Red Door                | Джош Ламберт                    |
| 2023 | ф | Монахиня 2                                     | The Nun II                             | Ед Воррен (камео)               |
| 2023 | ф | Аквамен і загублене королівство                | Aquaman and the Lost Kingdom           | Орм Маріус / Володар Океану     |
| 2024 | ф |                                                | Millers in Marriage                    | Скотт                           |
| 2025 | ф | Закляття 4: Останні обряди                     | The Conjuring: Last Rites              | Ед Воррен                       |
| 2025 | ф | Джей Келлі                                     | Jay Kelly                              |                                 |

### Телебачення
| Рік       |    | Українська назва    | Оригінальна назва | Роль                                  |
| --------- | -- | ------------------- | ----------------- | ------------------------------------- |
| 2003      | с  | Ангели в Америці    | Angels in America | Джо Пітт (6 епізодів)                 |
| 2009      | мс | Американський тато! | American Dad!     | Джим (Епізод: "Wife Insurance")       |
| 2011—2012 | с  |                     | A Gifted Man      | доктор Майкл Холт (16 епізодів)       |
| 2013      | с  | Дівчата             | Girls             | Джошуа (Епізод: "One Man's Trash")    |
| 2015      | с  | Фарґо               | Fargo             | офіцер Лу Солверсон (10 епізодів)     |
| 2017      | с  | Дівчата             | Girls             | Джошуа (Епізод: "Painful Evacuation") |
| 2022      | мс | Юні титани, вперед! | Teen Titans Go!   | Патрік Вілсон (Епізод: "365!")        |

## Премії та номінації
- 2004 рік, номінація на «Золотий глобус» в категорії «Найкраща чоловіча роль другого плану» в серіалі «Ангели в Америці»
- 2004 рік, номінація на «Еммі» за роль у серіалі «Ангели в Америці»
- 2004 рік, номінація на Satellite Awards за роль в серіалі «Ангели в Америці»
- 2006 рік, номінація на Satellite Awards в категорії «Найкращий актор» за роль у драмі «Як малі діти»
- 2005 рік, номінація на Satellite Awards в категорії «Найкращий актор в мюзиклі» за роль в «Привиді опери»
- 2006 рік, премія Young Hollywood Awards за роль у драмі «Як малі діти»
- 2006 рік, номінація на Fangoria Chainsaw Awards за роль у фільмі «Твердувата цукерка»